# Lübeckerbocht
De Lübeckerbocht of Lübecker Bocht (Duits: Lübecker Bucht of Lübscher Bucht) is een baai in het zuidwesten van de Oostzee, een westelijke uitloper van de Mecklenburgerbocht. Hij wordt in het noorden en westen begrensd door de Duitse deelstaat Sleeswijk-Holstein en in het zuiden door de deelstaat Mecklenburg-Voor-Pommeren. De belangrijkste havens zijn Lübeck en Travemünde aan de Trave.

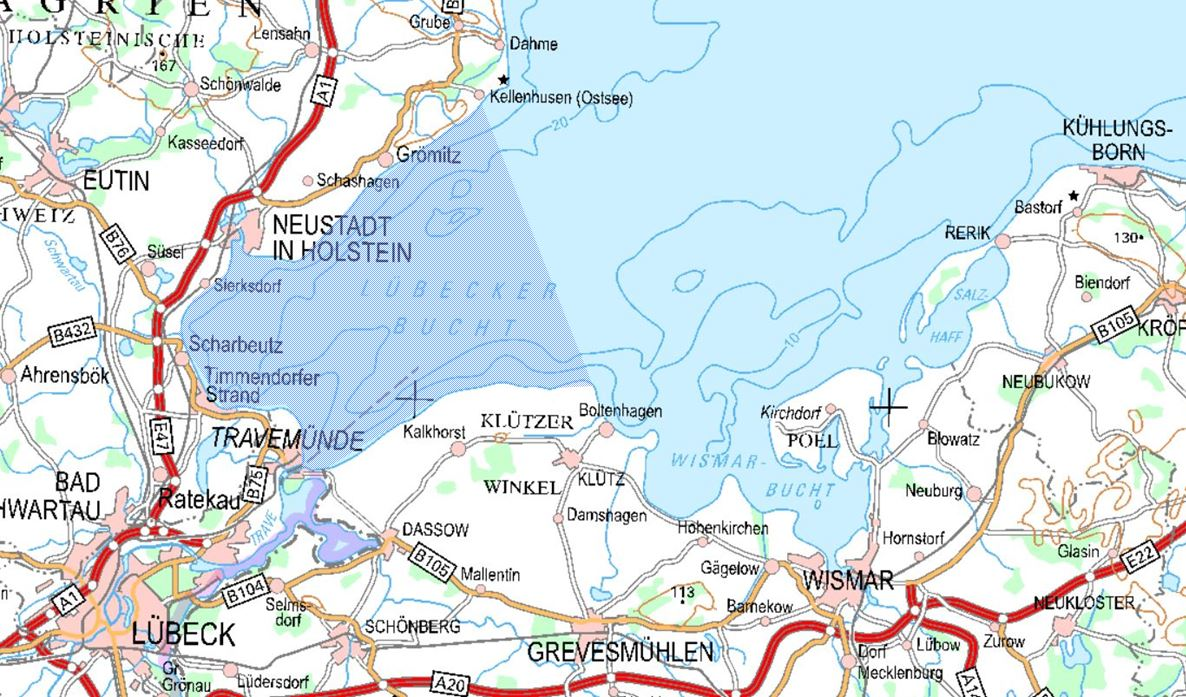
Lübeckerbocht

Op 3 mei 1945 werden in de Lübeckerbocht drie Duitse schepen met concentratiekampgevangenen gebombardeerd door de Royal Air Force. Hierbij kwamen onbedoeld rond de 8.000 gevangenen om het leven. Het betrof de schepen:
- Cap Arcona[2]
- Thielbek
- Deutschland IV